# ワルシャワ近代美術館

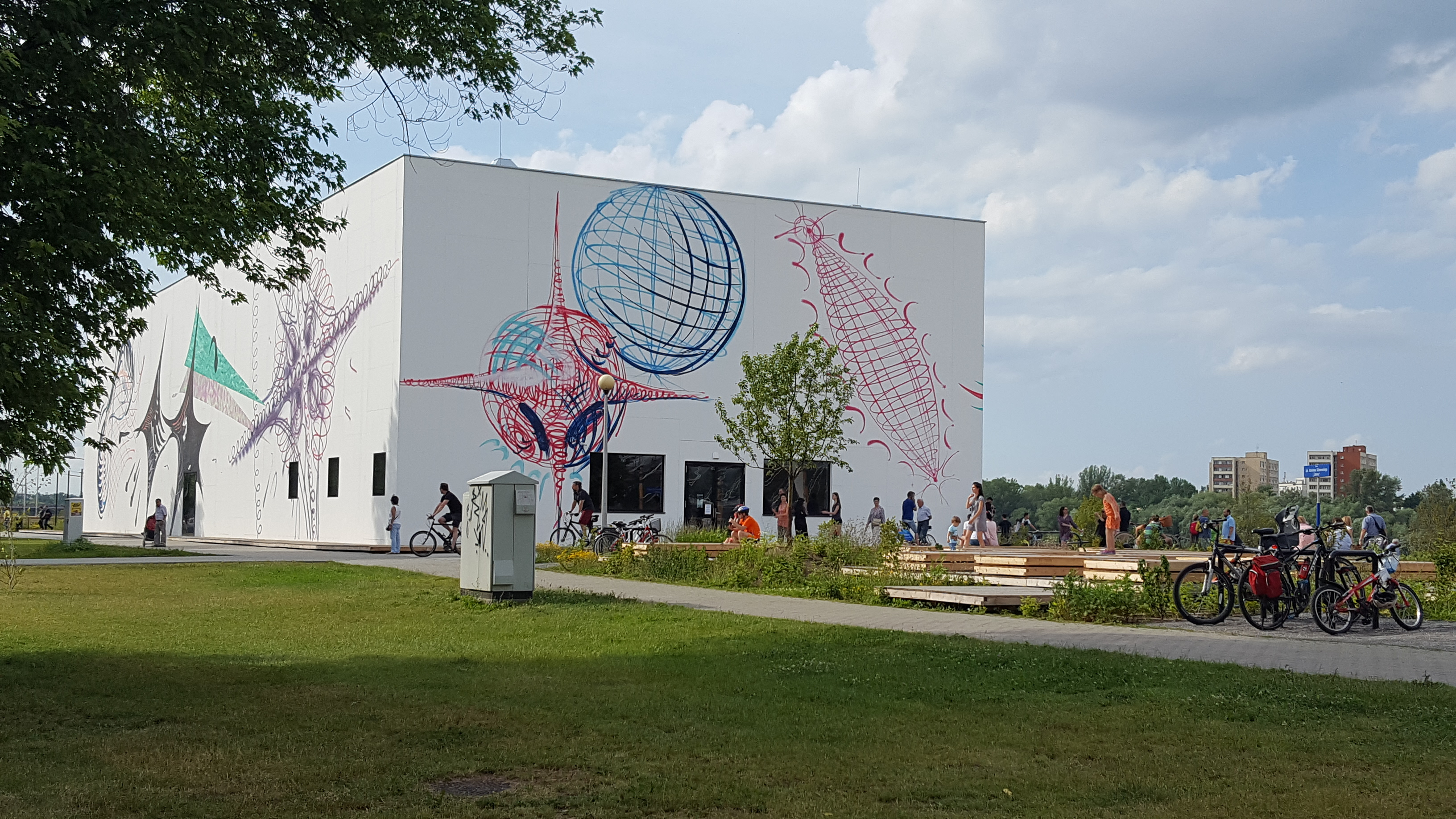
ヴィスワ美術館

ワルシャワ近代美術館（ワルシャワきんだいびじゅつかん、ポーランド語: Muzeum Sztuki Nowoczesnej w Warszawie）とは、2005年に設立されたポーランドのワルシャワにある美術館。
現在、新美術館の建設中で、美術館本館はパンスカ通り、展示場（通称ヴィスワ美術館）はビブジェジェ・コシチュシュコフスキエ通りのコペルニクス科学センターとワルシャワ大学図書館の隣りにある。建物のデザインはオーストリアの建築家アドルフ・クリシャニッツ。館長は2007年6月6日からヨアンナ・ ミトコフスカが勤めている。

## 概要
2019年12月現在、現代ポーランドおよび外国のアーティストの作品1022点を所蔵している。

## 新美術館の建設
2006年、新美術館のデザインをめぐって国際コンペが行われた。109点の応募があり、その中からスイスの建築家クリスチャン・ケレツのものが選ばれた。
敷地は3万平方メートル、2012年から2016年にかけて、マルシャウコフスカ通り沿いにあるパレード広場の北側（元は市場があった）に完成予定だった。
2008年4月、ワルシャワ市長ハンナ・グロンキエビッチ・ワルツとクリスチャン・ケレツが契約書にサイン。しかし同年夏、ワルシャワ市は館内のプログラムとプロジェクトの変更を決定。その結果、建設計画は大幅な変更を強いられ、スケジュールの長期延長も避けられなくなった。新館の新しいコンセプトは2010年夏に発表。2012年5月、市はクリスチャン・ケレツとの契約を白紙に戻した。
同時にむこう3年間、一時的に美術館本館をパンスカ通りに置くことも決定された。
新美術館はニューヨークに拠点を置くトーマス・ファイファー&パートナーズのデザインで、2022年10月に完成予定、12月にオープン予定である。

## ギャラリー
記載なきものはポーランドのアーティスト

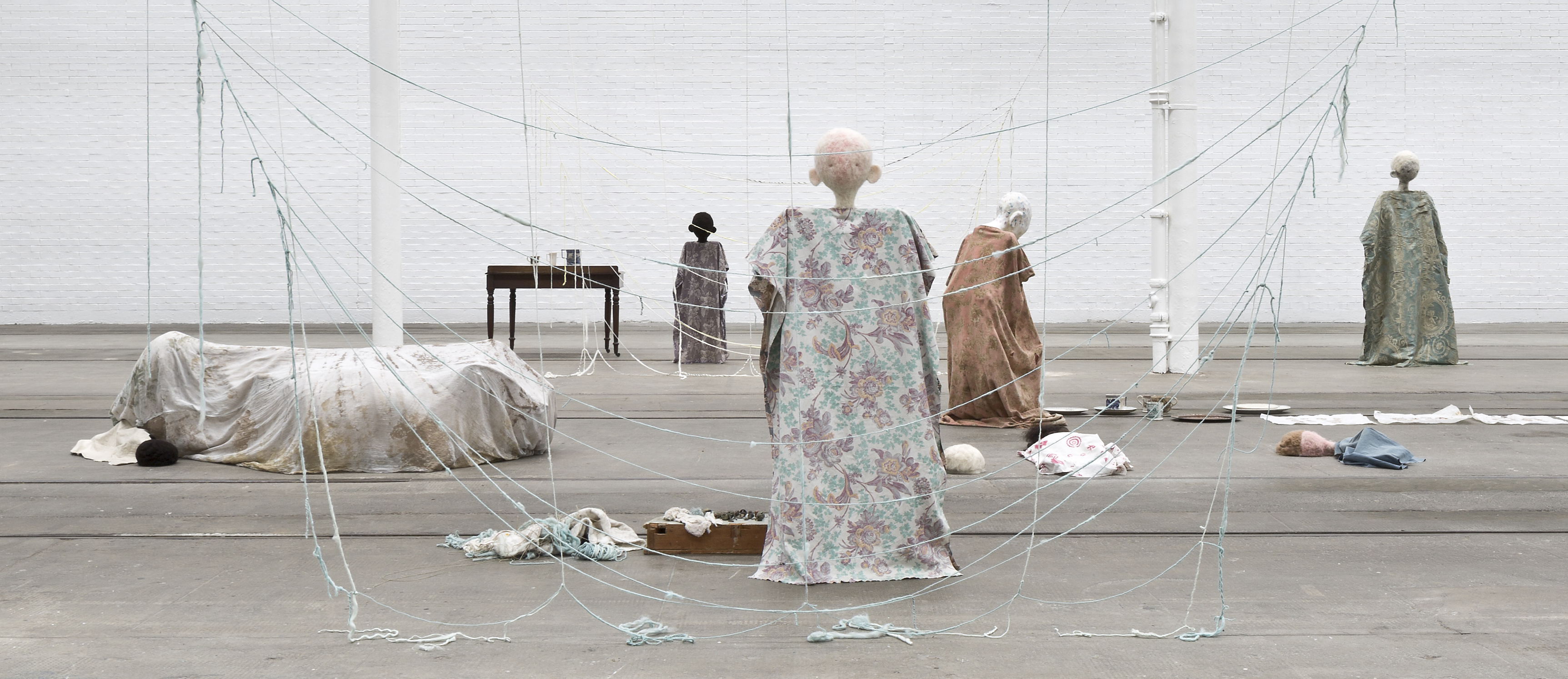
キャシー・ウィルクス(スコットランド)『Bez tytułu』
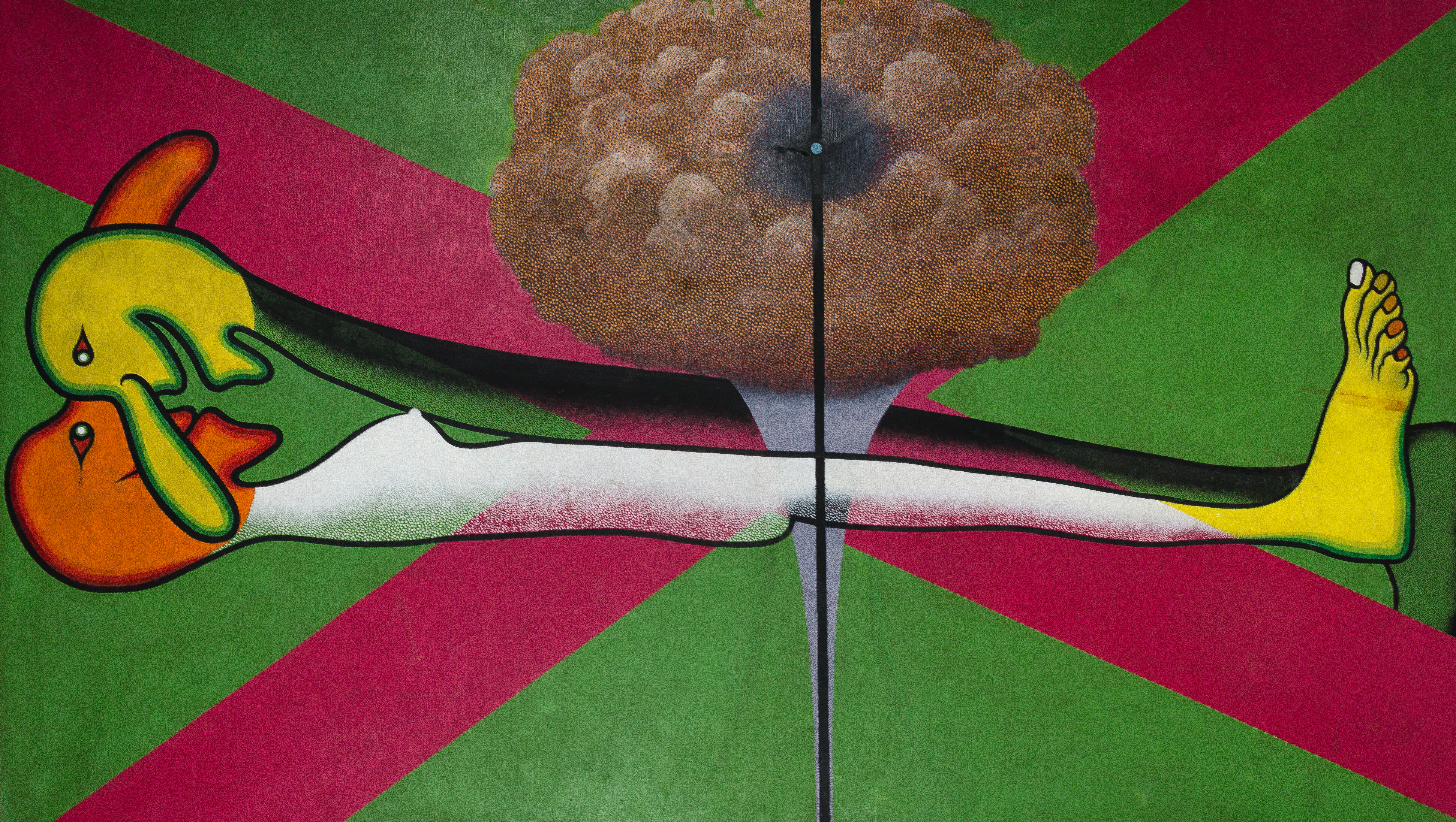
エドヴァルト・ナルキエビッチ『Bez tytułu』
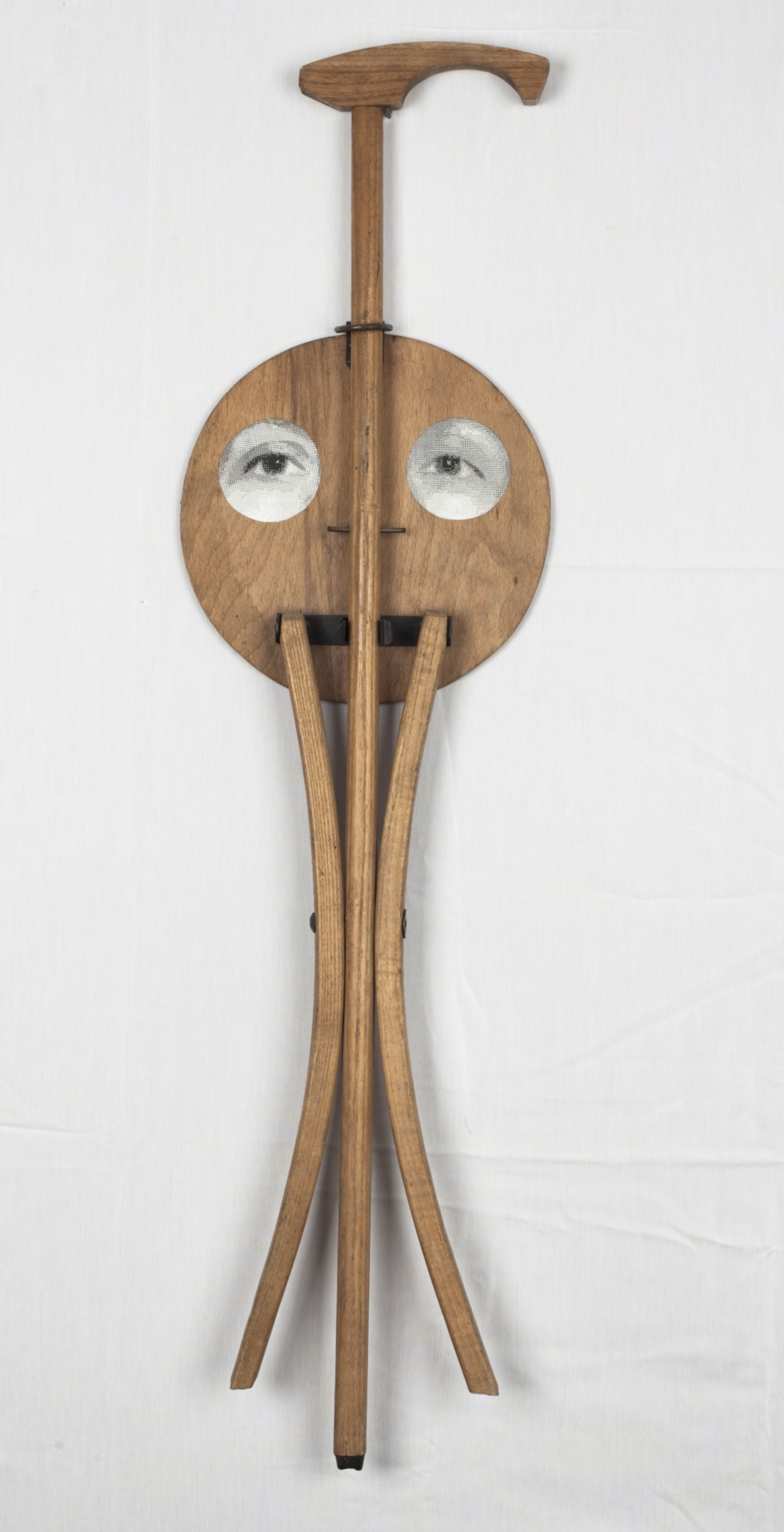
ゲタ・ブラテスク『Podróznik』
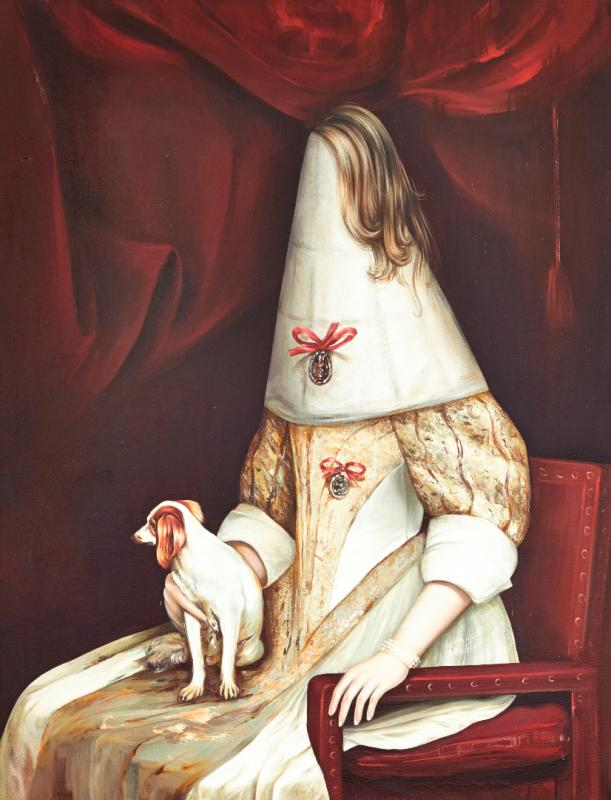
エヴァ・ユシュケヴィッチ『Bez tytułu』
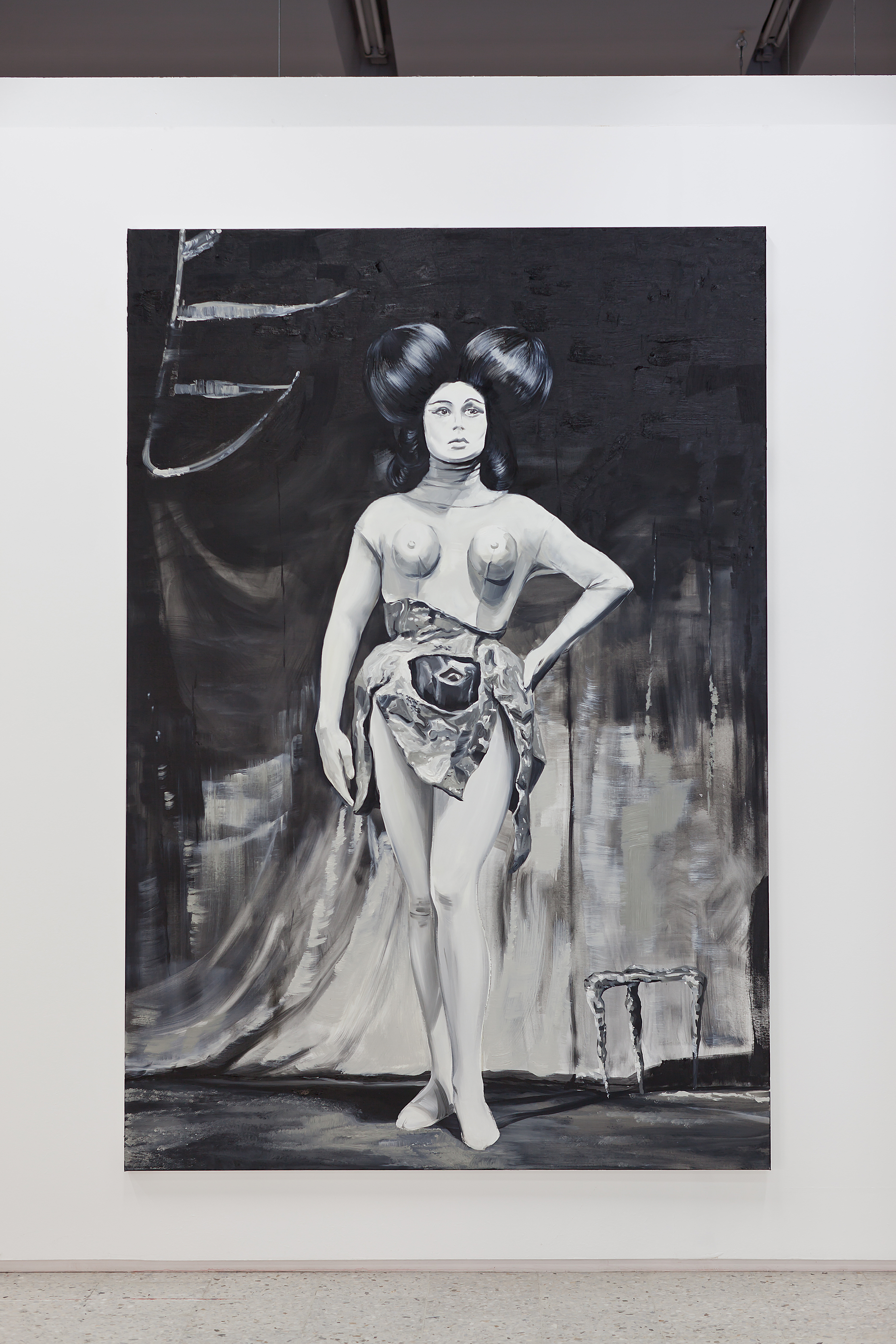
パウリナ・オウォフスカ『Ewa Wawrzoń w stroju ze spektaklu "Nosorożec"』
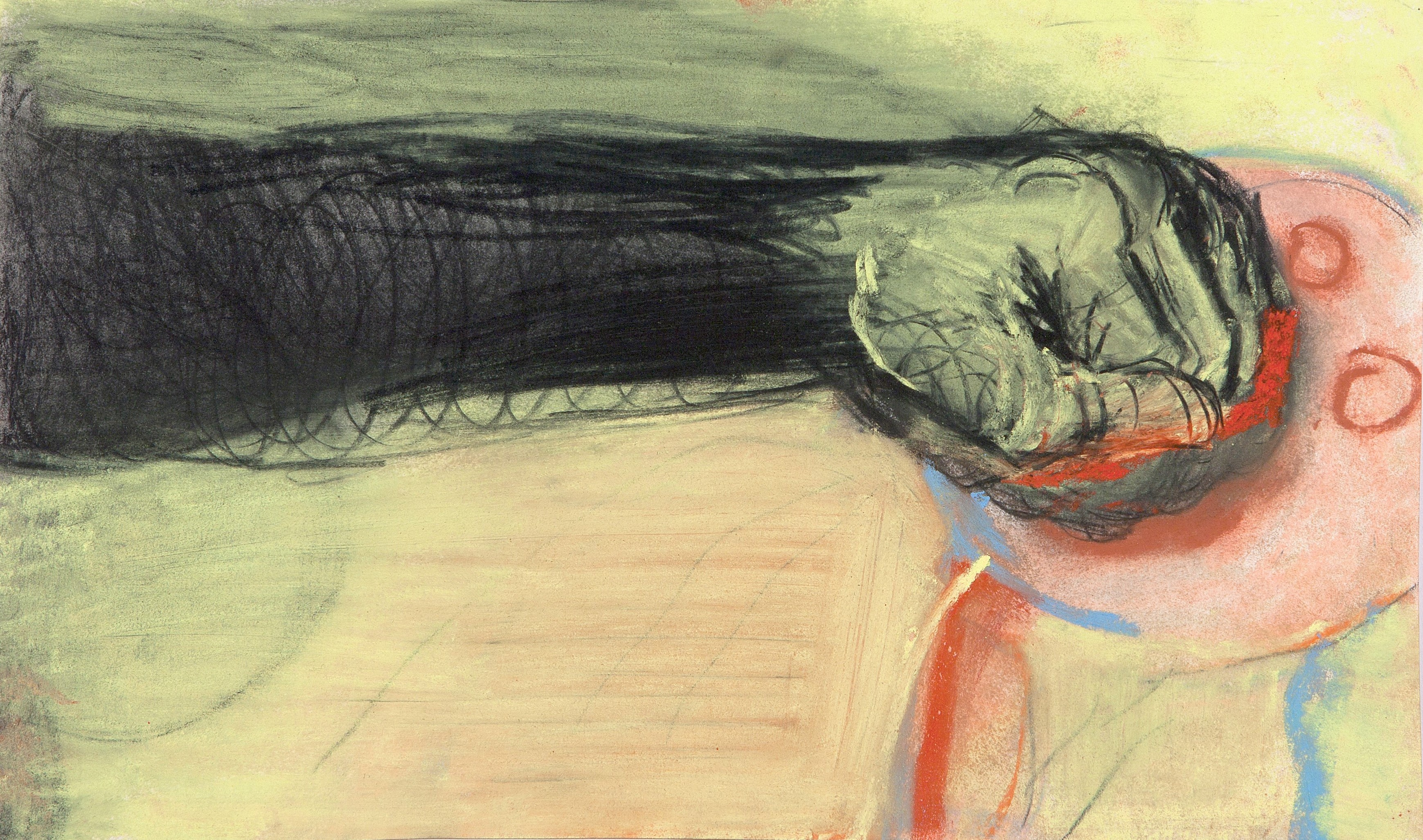
ミリアム・カーン(スイス)『o.T. 10.05.2012』
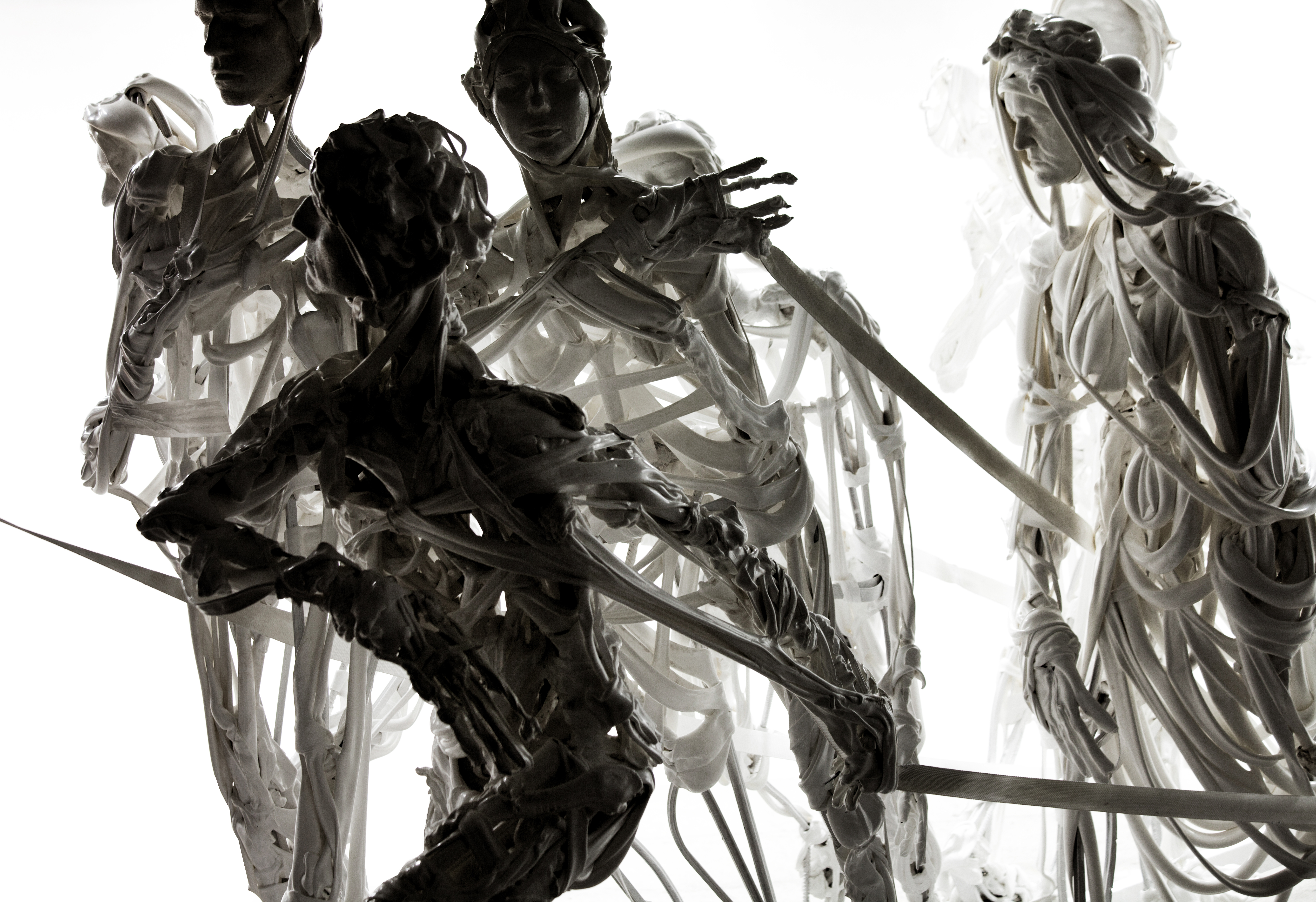
パヴェル・アルタメル『Burłacy』
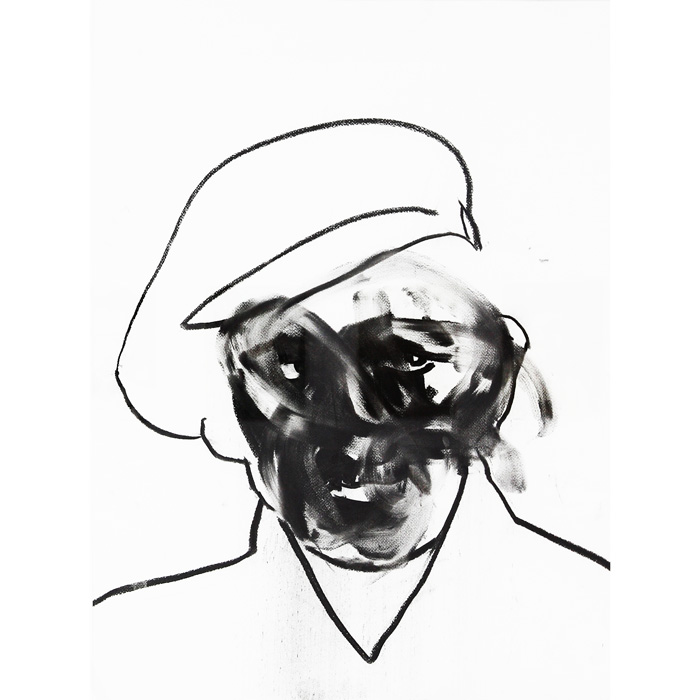
ラファウ・ブイノフスキ『Górnik (06)』
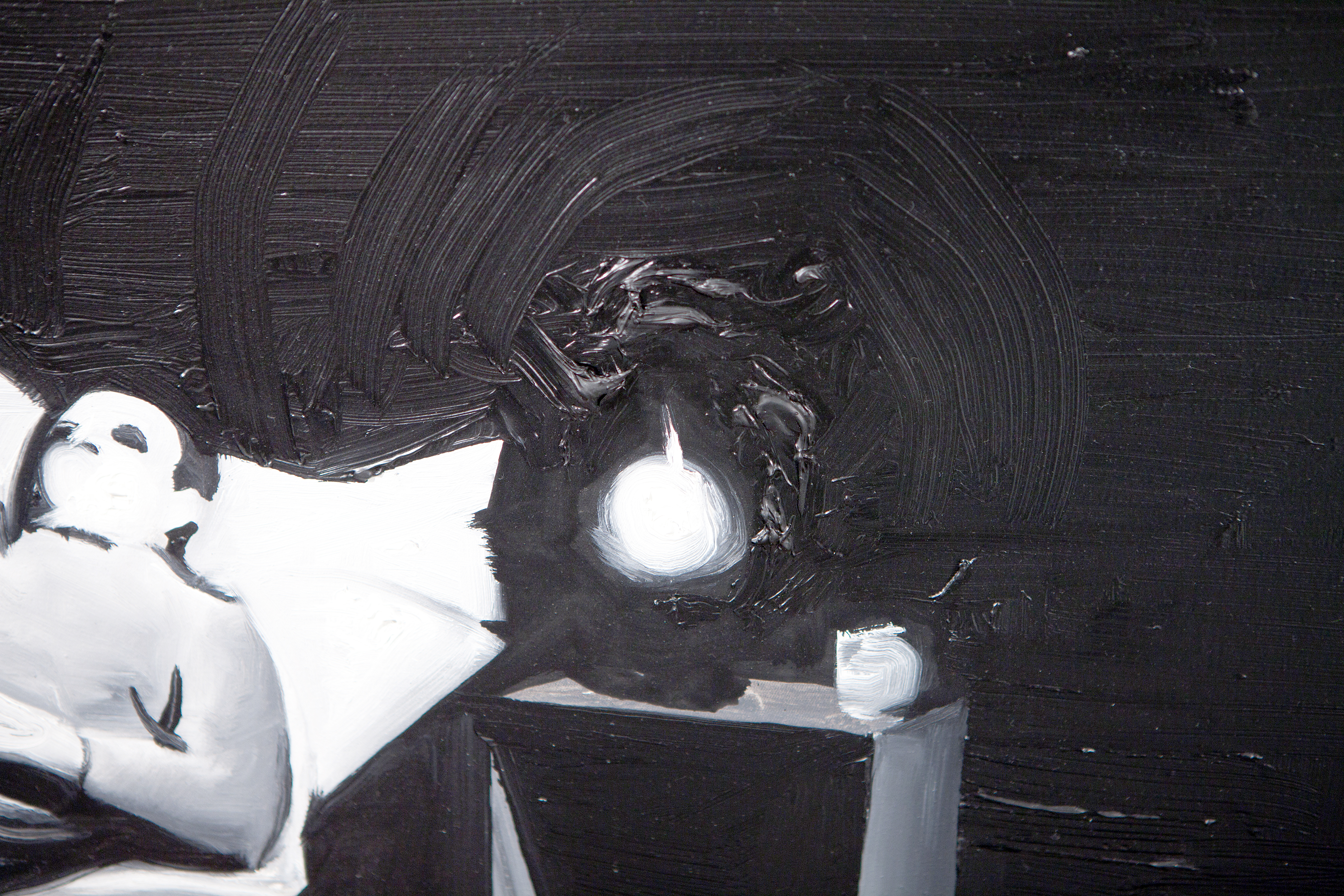
ウィルヘルム・サスナル『Bez tytułu (z filmu "Naganiacz")』
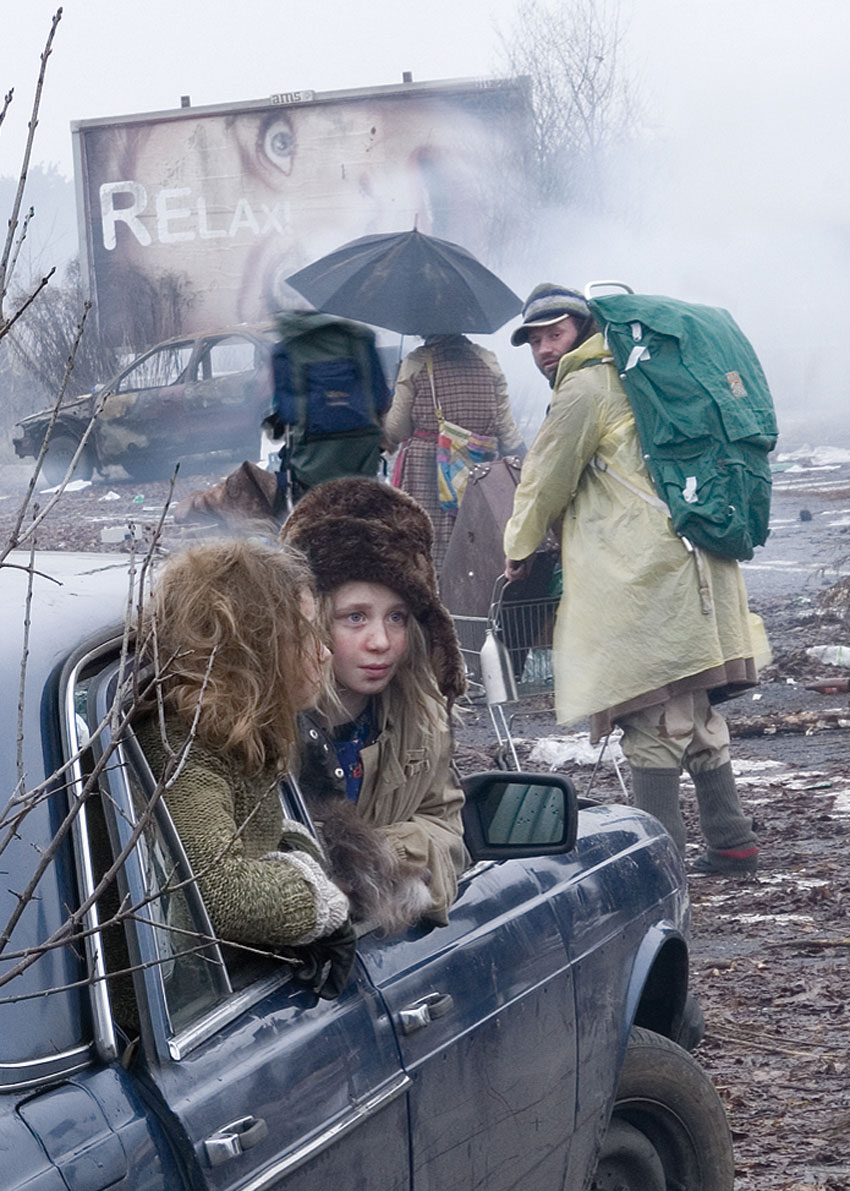
ズビグニエフ・リベラ『Wyjście ludzi z miast』